# برايان ماكدونالد
برايان ماكدونالد هو سياسي كندي، ولد في 1953. حزبياً، نشط في الحزب التقدمي المحافظ في نيو برونزويك ‏. وقد انتخب عضو الجمعية التشريعية لنيو برونزويك ‏ عن دائرة Fredericton West-Hanwell ‏ خلال فترته النيابية ‏.